# 마쓰모토 준 (정치인)
마쓰모토 준(일본어: 松本純, 1950년 9월 4일 ~ )은 일본 자민당 소속의 정치인이다. 현 내각부 특명담당대신 방위상이다. 2016년 8월 제3차 아베 신조 내각 (제2차 개조)에서 방위상으로 내정되었다.